# Aardbeving Indische Oceaan 2005
De aardbeving in Sumatra op 28 maart 2005 vond plaats om 16:09:37 UTC (23:09:37 lokale tijd). Het epicentrum was gelokaliseerd op 2° 05′ 35″ N 97° 00′ 58″ O. Deze beving was een zeebeving en vond plaats op een diepte van ongeveer 30 kilometer in de Indische Oceaan ongeveer 200 km ten westen van Sumatra en ongeveer 1400 km ten noordwesten van Jakarta.
Initiële gegevens duiden op een grootte van 8,7 op de momentmagnitudeschaal, met de beving voelbaar tot op 1000 km in Bangkok, Thailand.
De beving was waarschijnlijk een nabeving van de zeebeving van 26 december 2004 die de regio teisterde. Ze duurde ongeveer 2 minuten. In tegenstelling tot de vorige had deze beving minder ernstige gevolgen omdat er geen tsunami is ontstaan. De bodem van de oceaan is veel minder in beweging gekomen en daardoor zijn er geen vloedgolven ontstaan.
De beving resulteerde in een wijdverspreide stroomuitval in de Indonesische provincie Atjeh. Deze provincie had reeds zwaar te lijden onder de tsunami van 26 december 2004.

## Tsunami
In de hele regio brak paniek uit omdat gevreesd werd voor een nieuwe vloedgolf. Dankzij een waarschuwingssysteem dat pas half 2006 gereed hoefde te zijn, maar nu al werkte, werd een tsunami-alarm gegeven, waarop de autoriteiten in Thailand, Indonesië en Sri Lanka de onmiddellijke evacuatie van bepaalde kustgebieden gelastten. In India ging men over op een alarmtoestand. Zowel de Thaise regering als de Amerikaanse Oceaan en Atmosfeer administratie waarschuwden voor tsunami's. Het Pacifisch Tsunami Waarschuwingscentrum heeft 20 minuten na de beving gewaarschuwd voor tsunami's op kusten nabij het epicentrum, verder gelegen kusten zouden echter geen gevaar lopen. Dankzij hetzelfde systeem kon het alarm na enkele uren weer worden opgeheven. Het Pacifisch Tsunami Waarschuwingscentrum heeft wel bericht gekregen van een kleine tsunami op de Cocoseilanden.
De afwezigheid van grote tsunami's is waarschijnlijk te danken aan de plaats waar deze beving plaatsvond. Het epicentrum lag in relatief ondiep water waardoor geen grote hoeveelheden water rechtstreeks invloed ondervonden van de beving. Doordat de watermassa die door de beving in beweging gebracht werd relatief klein was, neemt de mogelijkheid van een grote tsunami af.

## Hulp
Een deel van het geld dat op giro 555 is binnengekomen na de ramp van 2004, is gebruikt om de slachtoffers van deze zeebeving te helpen. Op die rekening is ruim 183 miljoen euro binnengekomen. Volgens de Samenwerkende Hulporganisaties is dat genoeg om ook de nieuwe hulpacties te financieren.

## Slachtoffers en schade

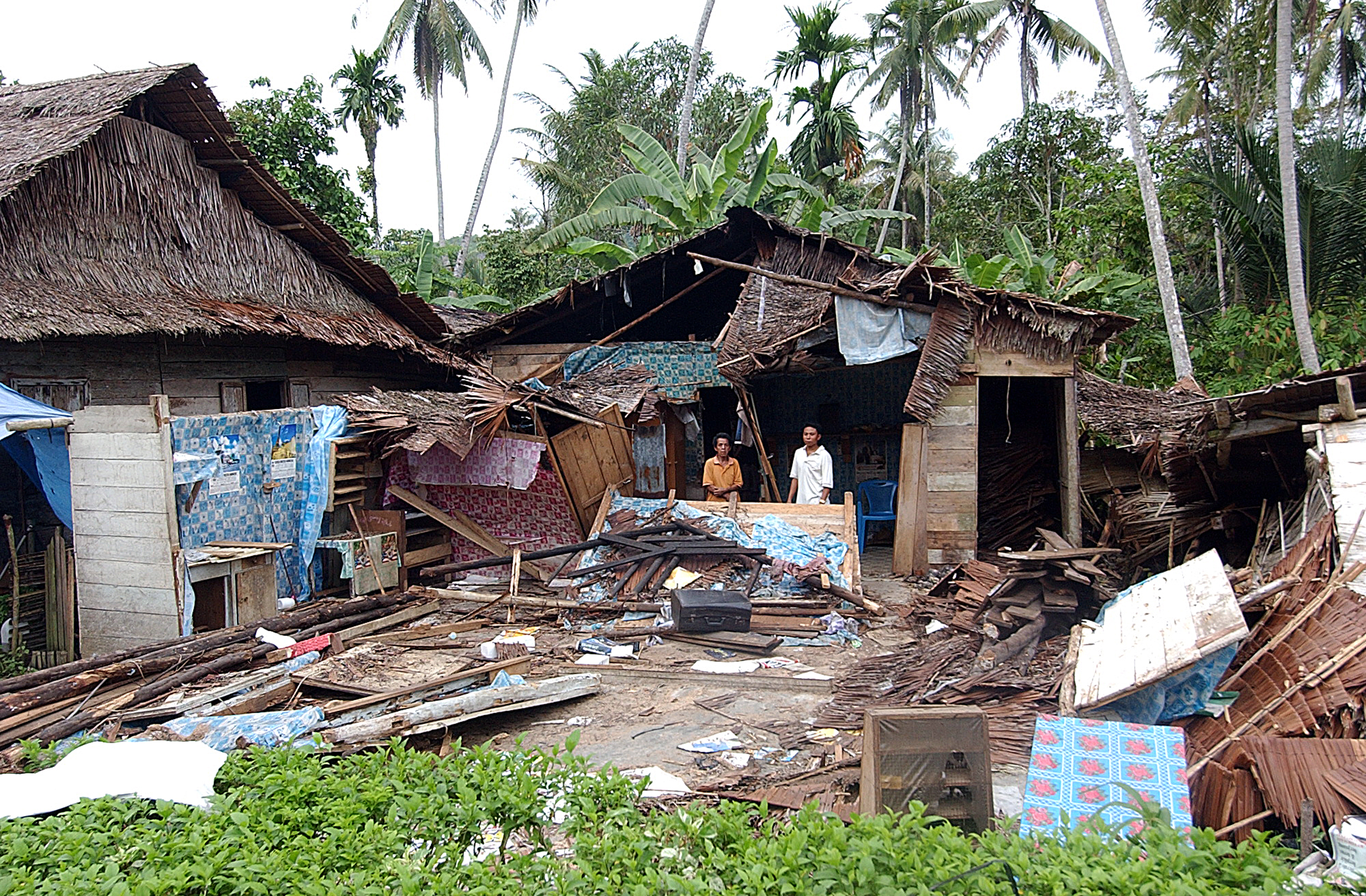
Schade op het eiland Nias.

Bij de zeebeving voor de kust van Sumatra zijn volgens de VN zeker 620 mensen om het leven gekomen. Op het Indonesische eiland Nias voor de kust van Sumatra zijn na de aardbeving 330 doden geborgen. Op het eiland Simeulue zijn 100 doden geteld. De autoriteiten vrezen voor een totaal van ruim 2000 doden. De ravage op Nias is groot. In de verkeerschaos die na de beving ontstond zijn tientallen mensen omgekomen. In Gunung Sitoli, de grootste plaats op het eiland, lag vanuit de lucht gezien ongeveer 30 procent van de gebouwen in puin. Op Sumatra was in veel gebieden de stroom uitgevallen.
Twaalf westerse toeristen die na de aardbeving in Indonesië werden vermist, zijn teruggevonden. Dat heeft het Zweedse ministerie van Buitenlandse Zaken bekendgemaakt. Het gaat om twee Zweden, drie Britten, twee Fransen, twee Canadezen, twee Duitsers en een Amerikaan.